# Margaret Jacobsohn
Margaret Jacobsohn (* 20. Jahrhundert in Pretoria, Südafrika) ist eine namibische Anthropologin, Ethnologin und Naturschützerin. Sie erhielt 1993 zusammen mit Garth Owen-Smith den Goldman Environmental Prize für ihren Einsatz zum Schutz von namibischen Wildtieren vor Wilderei und für die Entwicklung  innovativer Naturschutzprogramme.

## Leben
Margaret Jacobsohn wurde in Pretoria in Südafrika geboren. Anfang der 1980er Jahre zog sie nach Namibia, um im Nordwesten des Landes zu forschen und an Naturschutzprojekten zu arbeiten. Im Jahr 1986 erhielt sie mit der Arbeit „A study of Himba space in Kaokoland“ ihren B.A. von der Universität Kapstadt. Im Jahr 1995 promovierte sie im Fach ethnologische Archäologie an der Universität Kapstadt mit einer Arbeit über die Herero und Himba (halbnomadisches Hirtenvolk Namibias).

## Zusammenarbeit mit den Himba
Seit den 1980er Jahren lebt und arbeitet Jacobsohn mit dem halbnomadischen Hirtenvolk, das von dem deutschen Missionar Heinrich Vedder den Namen „Himba“ erhalten hat. Als Ethnologin hat sie mehrere Arbeiten über die Lebensweise dieses Volkes, das vor allem im Kaokoland im Nordwesten Namibias lebt, geschrieben. Als Entwicklungshelferin war sie mitverantwortlich für die Entwicklung von kommunalen Naturschutzprogrammen.
Jacobsohn arbeitet für einen von den Himba geführten Reiseveranstalter, der ökologische Safaris anbietet, sowie als Begleiterin für andere an Nachhaltigkeitsprinzipien orientierte Reiseveranstalter.
Im Jahr 2019 wirkte sie als Beraterin des britischen Fernsehsenders Channel Four bei einer 2019 ausgestrahlten Fernsehserie mit, in der eine fünfköpfige britische Familie für vier Wochen in einem Dorf in Namibia lebte, während sie im Alltag von einem Kamerateam begleitet wurde.

## Engagement als Naturschützerin
Zusammen mit ihrem Lebenspartner Garth Owen-Smith (1944–2020) und anderen Naturschützern war Jacobsohn Mitbegründerin einer Nichtregierungsorganisation, dessen Hauptziele es sind, die Wilderei zu bekämpfen, ländliche Strukturen zu schützen und das Gemeinwohl der Landbevölkerung zu fördern. Die Integrated Rural Development and Nature Conservation (IRDNC) arbeitet mit Ortskräften in drei Regionen Namibias – Kunene, Sambesi und  Kavango-Ost – zusammen, um nachhaltige Einkommensquellen zu erschließen und den finanziellen Anreizen der Wilderei entgegenzuwirken. Dorfbewohner werden hierbei aktive Stakeholder in Nachhaltigkeitsprojekten, die Tiere schützen und Landschaften erhalten.  In den 1990er Jahren wurden die Prinzipien von IRDNC in der nationalen Politik zum nachhaltigen Umweltschutz im Rahmen des Communal Areas Conservation Act aufgenommen. Die erfolgreichen, mit internationalen Preisen ausgezeichneten Aktivitäten der Organisation dienen als Modell für andere afrikanische Länder. Für ihre Leistungen erhielte Jacobsohn zusammen mit Garth Owen-Smith den Goldman Environmental Prize im Jahr 1993 und beide wurden bei der Global 500 Roll of Honour, eine Auszeichnung des United Nations Environment Programme (UNEP), im Jahr 1994 erwähnt.

## Veröffentlichungen
- A study of Himba space in Kaokoland, B.A.-Abschlussarbeit, Universität Kapstadt, 1986.
- Negotiating meaning and change in space and material culture : an ethno-archaeological study among semi-nomadic Himba and Herero herders in north-western Namibia, Thesis, Universität Kapstadt, 1995. online abrufbar
- mit Garth Owen-Smith: Integrating conservation and development : a Namibian case study, In: Nomadic peoples Nomadic Peoples, Ausgabe 7, Nr. 1, S. 92–109.
- Life Is Like a Kudu Horn. A Conservation Memoir, Jacana Media, Johannesburg 2019, ISBN 978-1-4314-2680-5.
- mit Peter Pickford, Beverly Pickford: Himba – Die Nomaden Namibias, Klaus Hess Verlag, Göttingen/Windhoek 1998, ISBN 3-9804518-3-6.